# Liste de théorèmes
Liste de théorèmes par ordre alphabétique.
Pour l'établissement de l'ordre alphabétique, il a été convenu ce qui suit :
- si le nom du théorème comprend des noms de mathématiciens ou de physiciens, on se base sur le premier nom propre cité ;
- si le nom du théorème ne comprend pas de nom de mathématiciens ni de physiciens, on se base sur le premier substantif (nom commun ou adjectif) apparaissant en dehors du mot théorème.

Voir aussi :
- Liste de lemmes (mathématiques) ;
- Liste d'équations et formules.

- Haut – A
- B
- C
- D
- E
- F
- G
- H
- I
- J
- K
- L
- M
- N
- O
- P
- Q
- R
- S
- T
- U
- V
- W
- X
- Y
- Z

## A
- Théorèmes d'Abel
- Théorème AF+BG
- Théorème de l'arc de cercle
- Théorèmes abéliens et taubériens
- Théorème des accroissements finis
- Théorème en acte
- Théorème d'Ado
- Théorème d'Alasia
- Théorème fondamental de l'algèbre ou de d'Alembert-Gauss
- Théorème d'Alexandrov
- Théorème d'Al-Kashi
- Théorèmes de l'alternative
- Théorème d'Ampère
- Théorème fondamental de l'analyse
- Théorème de l'angle inscrit et de l'angle au centre
- Théorème d'annulation
- Théorème d'Apéry
- Théorème de l'application ouverte
- Théorème d'apprentissage
- Théorème d'approximation universelle
- Théorème de l'arc capable
- Théorème d'Archimède
- Théorème d'Argand
- Théorème de l'argument
- Théorème fondamental de l'arithmétique
- Théorème d'impossibilité d'Arrow
- Théorème d'Artin
- Théorème d'Artin-Schreier
- Théorème d'Artin-Whaples
- Théorème d'Arzelà-Ascoli
- Théorème de l'indice d'Atiyah-Singer
- Théorème ATS
- Théorème d'Aubry
- Théorème de Ax-Katz
- Théorème d'Ax-Kochen

## B
- Théorème de Babinet
- Théorème de Bachet-Bézout
- Théorème du bagel au pavot
- Théorème de Baire
- Théorème de la limite simple de Baire
- Théorème de Baire-Banach
- Théorème de Baker
- Théorème de Balian-Low
- Théorèmes de Banach et al.
- Théorème de Bartle-Graves
- Théorème de la base finie (en)
- Théorème de la base incomplète
- Théorème de la base normale
- Théorème de Bayes
- Théorème de Beatty
- Théorème de Bell
- Théorème de Bernoulli
- Théorèmes de Bernstein
- Théorème de Bertrand
- Théorème de Beth
- Théorème de Beurling-Lax
- Théorème de Bézout
- Conjecture de Bieberbach, démontrée par de Branges
- Théorème de Bieberbach
- Théorème du bien-être
- Théorème de la bijection
- Théorème de Bing-Nagata-Smirnov
- Théorème de Birch
- Théorèmes de Birkhoff
- Théorème de la bissectrice
- Théorème de Bloch
- Théorème de Blumberg
- Théorème de Bochner
- Théorème de Bochner-Weil
- Théorème de Bohr-Mollerup
- Théorème de Bolillier
- Théorème de Bolzano-Weierstrass
- Théorème de Bombieri-Vinogradov
- Théorèmes de Bonnet
- Théorème de Bonnet-Schoenberg-Myers
- Loi du zéro-un de Borel
- Théorème de Borel
- Théorème de Borel-Cantelli
- Théorème de Borel-Lebesgue
- Théorème des bornes
- Théorème de la borne supérieure
- Théorème de Borsuk-Ulam
- Théorème de Bose-Parker-Shrikhande
- Théorème de Boucherot
- Théorème de la boule chevelue
- Théorème de Brahmagupta
- Théorèmes de Brauer
- Théorème de Brauer-Siegel
- Théorème de Breusch
- Théorème de Brianchon
- Théorème de Brianchon-Poncelet
- Théorème de Brooks
- Théorème de l'invariance du domaine de Brouwer
- Théorème du point fixe de Brouwer
- Théorème du point fixe de Browder
- Théorème de sélection de Browder
- Théorème de Brun
- Théorème de Budan
- Théorème de Burke (en)
- Théorèmes de Burnside

## C
- Théorème de Calderón
- Théorème de Cameron-Martin (en)
- Théorème de Cantor
- Théorème de Cantor-Schröder-Bernstein
- Théorème de Carathéodory (géométrie)
- Théorème d'extension de Carathéodory
- Théorème du point fixe de Caristi
- Théorèmes de Carnot
- Théorème des trois carrés
- Théorème des quatre carrés
- Théorème de Chetaev
- Théorèmes de Cartan
- Théorème de Cartan-Dieudonné
- Théorème de Cartan-Hadamard
- Théorème de Cartan-von Neumann
- Théorème de Castigliano
- Théorème de Catalan
- Théorèmes de Cauchy
- Théorème de Cauchy-Peano-Arzelà
- Théorème de Cauchy-Kowalevski
- Théorème de Cauchy-Lipschitz
- Théorème de Cavalieri
- Théorème de Cayley
- Théorème de Cayley-Hamilton
- Théorème de Cayley-Salmon
- Théorème des six cercles
- Théorèmes de Cesàro
- Théorème de Ceva
- Théorème du changement de variable
- Théorème de Charkovski
- Théorème de Chasles
- Théorème de densité de Chebotarev
- Théorème de Chen
- Théorème de Chevalley-Warning
- Théorème de Choi
- Théorèmes de Chomsky-Schützenberger
- Théorème de Choquet-Deny
- Théorème de Chowla-Mordell
- Théorème de Chudnovsky
- Théorème de Church
- Théorèmes de Clairaut
- Théorème de Clapeyron (en)
- Théorème de Coase
- Théorème de la toile d'araignée
- Théorème de Cobham
- Théorème de Cohen
- Critère d'irréductibilité de Cohn
- Théorème du collage
- Théorème de compacité
- Théorème des compacts emboités
- Théorèmes de comparaison
- Théorème de complétude du calcul des propositions
- Théorème de congruence linéaire
- Théorème de Connelly
- Théorème de convergence dominée
- Théorème de convergence monotone, ou théorème de Beppo Levi
- Conjecture de Conway-Norton, démontrée par Borcherds
- Théorème de Cook-Levin
- Théorème de correspondance
- Théorème de Cotes
- Théorème des quatre couleurs
- Théorème du coup de ciseaux
- Théorème de Cox
- Théorème de Cox-Jaynes
- Théorème CPT
- Théorème d'interpolation de Craig

## D
- Théorème de Dandelin-Quételet
- Théorèmes de Darboux
- Théorème de Davenport-Cassels
- Théorèmes de De Bruijn-Erdős
- Théorèmes de décomposition
- Théorème de Dedekind
- Théorème de déduction
- Théorème de Dejean
- Théorème de Delsarte-McEliece
- Lois de De Morgan
- Théorème de Denjoy-Young-Saks
- Théorème de Desargues
- Théorème de Descartes (algèbre)
- Théorème de Descartes (géométrie)
- Théorème de Descartes-Euler
- Théorème de Diaconescu
- Théorème de Dilworth
- Théorèmes de Dini
- Théorème de Dini-Lipschitz (en)
- Théorèmes de Dirichlet  (progression arithmétique, séries de Fourier, unités)
- Théorème de la division euclidienne
- Théorème (ou identité) de Dixon
- Théorème de Dold-Thom
- Théorème de Don Chakerian
- Théorème de Donsker
- Théorème d'arrêt de Doob
- Théorèmes de dualité
- Théorème de prolongement de Dugundji
- Théorème de Duhamel
- Théorème de Duhem
- Théorème de Dunford-Schwartz
- Théorème de Dupuis
- Théorème de Dvoretzky
- Théorème de Dvoretzky-Rogers
- Théorème de von Dyck
- Théorèmes de Dynkin

## E
- Théorème d'Earnshaw
- Théorème d'Easton
- Théorème d'Eberlein-Šmulian
- Théorème d'Edelstein
- Théorème d'Egoroff
- Théorème d'Egorychev
- Théorème Egregium
- Théorème d'Ehrenfest
- Théorème d'Ehresmann
- Théorème d'Eilenberg-Zilber
- Théorème de l'élément primitif
- Théorème d'élimination des coupures
- Théorème d'Elitzur
- Théorème de Engel
- Théorème d'équipartition
- Théorèmes d'Erdős
- Théorème ergodique
- Théorème d'Euclide sur les nombres premiers
- Théorèmes d'Eudoxe
- Théorèmes d'Euler
- Théorème d'excision
- Théorème des six exponentielles

## F
- Théorème des facteurs invariants
- Théorème de Fagin
- Théorème de Fagnano
- Théorème de Faltings
- Théorème de Fary-Milnor
- Théorème de Fatou
- Théorème de Favard
- Théorème de Fedorov (en)
- Théorème de Feit-Thompson
- Théorème de Fejér
- Théorème de Fenchel
- Théorèmes de Fermat
- Théorème des fermés emboités (et des segments emboités)
- Théorème de Ferrero-Washington
- Théorème de Feuerbach
- Théorèmes de finitude
- Théorème de Floquet
- Théorème flot-max/coupe-min
- Théorème de fluctuation-dissipation
- Théorème de Folkman
- Théorème des fonctions implicites
- Théorème des fonctions implicites holomorphes
- Théorèmes dits « fondamentaux »
- Théorème des forces vives
- Théorème de Fourier
- Théorème de Fréchet-Riesz
- Théorème de Fréchet-Kolmogorov
- Théorèmes de Fredholm
- Théorème de Frégier
- Théorème de Freiman
- Théorème de Freudenthal
- Théorème de Friedlander–Iwaniec
- Théorèmes de Frobenius
- Théorème de Froda
- Théorème de Fubini-Tonelli
- Théorème de différentiation de Fubini
- Théorème de Fuchs (en)
- Théorème de Fujimoto-Green

## G
- Problème de la galerie d'art

Théorème de Galois
- Théorèmes de Gauss
- Théorème de Gauss-Bonnet
- Théorème de Gauss-Lucas
- Théorème de Gauss-Markov
- Théorème de Gauss-Wantzel
- Théorème du gel
- Théorème de Gelfand-Mazur
- Théorème de Gelfond-Schneider
- Théorème fondamental de la géométrie affine
- Théorème fondamental de la géométrie projective
- Théorème des gendarmes, ou de l'encadrement, ou du sandwich
- Théorème de Gentzen
- Théorème de Gergonne
- Théorème de Sophie Germain
- Théorème de Gershgorin
- Théorème de Gibbard-Satterthwaite
- Théorème de Gibbs
- Théorème de Girard
- Théorème de Girsanov
- Théorème de Glaeser
- Théorème de Gleason-Montgomery-Zippin
- Théorème de Glivenko-Cantelli
- Théorème de complétude de Gödel
- Théorèmes d'incomplétude de Gödel
- Théorème de Goldstine
- Théorème de Goldstone
- Théorème de Golod-Chafarevitch
- Théorème de Goodstein
- Théorème de Gordan
- Théorème de Gougu
- Théorème de Goursat
- Théorème de la goutte
- Théorème du gradient
- Théorème du graphe fermé
- Théorèmes des graphes parfaits
- Théorème de Graves-Lusternik
- Théorème de Grèbe
- Théorème de Green
- Théorème de flux-divergence de Green-Ostrogradski
- Théorème de Green-Tao
- Théorème de Gromov sur les groupes à croissance polynomiale
- Théorème de non-plongement de Gromov
- Théorème de Gronwall sur la fonction diviseur
- Théorème de Grothendieck-Riemann-Roch
- Théorème de Gua
- Théorème de Guilbaud
- Théorèmes de Guldin

## H
- Théorème de Haar
- Théorème de Haag (en)
- Théorème des trois droites de Hadamard
- Théorème des trois cercles de Hadamard
- Théorème de Hadamard-Lévy
- Théorème de Hahn-Banach
- Théorème de Hahn-Jordan (en)
- Théorème de Hahn-Mazurkiewicz
- Théorème de Hall
- Théorème de Hamilton
- Théorème de Hardy
- Théorème taubérien de Hardy-Littlewood
- Théorème de Hardy-Littlewood
- Principe de Harnack
- Théorème de Hartman-Grobman
- Théorème de Haruki
- Théorèmes de Hasse
- Théorème de Hasse-Minkowski
- Théorème du développement de Heaviside
- Théorème de Heawood
- Théorème de Heckscher-Ohlin-Samuelson
- Théorème de Heine
- Théorème de Heine-Borel
- Théorème de Helly
- Théorème de Herbrand
- Théorème de Herbrand-Ribet
- Théorème d'Hermite-Lindemann
- Réciprocité d'Hermite
- Théorème de Hessenberg
- Théorème 90 de Hilbert
- Théorème de la base de Hilbert
- Théorème d'irréductibilité de Hilbert
- Théorème des syzygies de Hilbert
- Théorème des zéros de Hilbert
- Théorème de Hilbert-Samuel
- Théorème de Hilbert-Schmidt (en)
- Théorème de Hilbert-Speiser
- Théorème de Hilbert-Waring
- Théorème de Hille-Yosida
- Théorème de Hjelmslev (en)
- Théorème de l'indice de Hodge (en)
- Théorème de Hohenberg-Kohn
- Théorème de Hölder
- Théorème d'unicité de Holmgren (en)
- Théorème de Holz
- Théorème de Hopf-Rinow
- Règle de L'Hôpital
- Théorème de Hu
- Théorème de l'Huilier
- Théorème d'Hurewicz
- Théorèmes de Hurwitz
- Théorème de Huygens

## I
- Théorème de l'idéal principal
- Théorème d'identité
- Théorème de l'image ouverte
- Théorème d'Ingham
- Théorème d'interversion des limites
- Théorème d'interversion série-intégrale
- Théorème d'inversion locale
- Théorème de Ionescu-Tulcea-Kolmogorov
- Théorèmes d'isomorphisme
- Théorème isopérimétrique
- Théorème d'itération
- Théorème d'Iwaniec-Richert
- Théorème d'Iwasawa

## J
- Théorème de Jackson (en)
- Théorème de Jacobi
- Théorème de Jacobi-Kronecker
- Théorème de Jacobi-Liouville
- Théorème de James
- Théorème japonais
- Théorème de Jeffrey-Kirwan
- Théorèmes de Jensen
- Théorèmes de Joachimsthal
- Théorème de John (en)
- Théorème de Johnson
- Théorème de Jones
- Théorème de Jordan-Brouwer
- Théorème de Jordan-Hölder
- Théorème de Jordan-Schur
- Théorème de Jung

## K
- Théorème du point fixe de Kakutani
- Théorème de Kantorovitch
- Théorème de Kantorovitch-Rubinstein
- Théorème de Karamata
- Théorème d'écoulement de Kelvin
- Théorème de Kennelly
- Théorème de Kirchberger
- Théorème de Kirszbraun (en)
- Théorème de Kleene
- Théorème du point fixe de Kleene
- Théorème de récursion de Kleene
- Théorème de Knaster-Tarski
- Théorème de Kneser (combinatoire)
- Théorème du quart de Koebe
- Théorème de Koksma
- Loi du zéro un de Kolmogorov
- Théorème d'extension de Kolmogorov
- Théorème des trois séries de Kolmogorov
- Théorème de Kolmogorov-Arnold-Moser
- Théorèmes de König
- Théorème de Korovkine
- Théorème de Krasnosel'skii
- Théorème de Krein-Milman
- Théorème de Kreisel-Friedman
- Théorème de Kronecker (approximation diophantienne)
- Théorème de Kronecker-Schering
- Théorème de Kronecker-Weber
- Théorème de Krull
- Théorème des idéaux principaux de Krull
- Théorème d'intersection de Krull
- Théorème de Krull-Akizuki
- Théorème de Krull-Schmidt
- Théorème de Kruskal
- Théorème de Kruskal-Katona
- Théorème de Kummer
- Théorème de Künneth
- Théorème de Kuratowski
- Théorème de fermeture/complémentaire de Kuratowski
- Théorème de Kürschák
- Théorème de Kutta-Jukowski

## L
- Théorèmes de Lagrange
- Théorème de Laguerre
- Théorème de La Hire
- Théorème de Laman
- Théorème de Lambert
- Théorème de Landau
- Théorème de Lasker-Noether
- Théorème de Lasota-Yorke
- Théorème de Lax
- Théorème de Lax-Milgram
- Théorèmes de Lebesgue
- Théorème du point fixe de Lefschetz
- Théorème de Legendre
- Théorème de Lehmann-Scheffé
- Théorème de Leibniz
- Théorème de Leray (en)
- Théorème de Levinson
- Théorème de Lévy sur le module de continuité (en)
- Théorème de continuité de Lévy
- Théorème de Li-Yorke
- Théorème central limite de Liapounov
- Théorème de Lie
- Théorème de Lie-Kolchin
- Théorème de la limite monotone
- Théorème central limite
- Théorème central limite de Lindeberg
- Théorème de Lindemann-Weierstrass
- Théorème de Lindenbaum
- Théorème de Linnik
- Théorèmes de Liouville
- Théorème des livres ouverts
- Théorème de Löb
- Théorème de Lomonosov (en)
- Théorème de Łoś
- Théorème de Löwenheim-Skolem
- Théorème de Lucas
- Théorème des deux lunules
- Théorème de Lüroth
- Théorème de Lusin

## M
- Théorème d'irréductibilité de Mackey
- Théorème de Mackey-Ahrens (de)
- Théorème de Maclaurin
- Théorème de Mahler
- Théorème de compacité de Mahler (en)
- Théorème de Malus
- Théorème de Mann
- Théorème d'interpolation de Marcinkiewicz (en)
- Théorème de Marden
- Théorème du point fixe de Markov-Kakutani
- Théorème de Markov-Post
- Théorème de convergence des martingales
- Théorème de Maschke
- Théorème de Matiyasevich, ou de Robinson-Matiyasevich
- Principe du maximum
- Théorème de Maxwell
- Théorème de réciprocité de Maxwell-Betti
- Théorème de Maxwell-Gouy
- Théorème de McCoy
- Théorème de la médiane, ou théorème d'Apollonius
- Théorème d'inversion de Mellin (en)
- Théorème de Ménélaüs
- Théorème de Menger
- Théorème de Mercer
- Théorème de Mergelyan
- Théorème de Mermin-Wagner-Hohenberg-Coleman
- Théorème de Mertens
- Théorème de Metsänkylä
- Théorème de Meusnier (ou Meunier)
- Théorème de Meyer
- Théorème de Meyers-Serrin H=W
- Théorème de sélection de Michael
- Théorème de Midy
- Théorème des milieux
- Théorème de Miller
- Théorème de Millman
- Théorème de Milman-Pettis
- Théorème de Mills
- Conjecture de Milnor, démontrée par Voevodsky
- Conjecture de Milnor (théorie des nœuds), démontrée par Kronheimer et Mrowka
- Théorème de décomposition de Milnor
- Théorème de Milnor-Moore
- Théorème de Minkowski
- Théorèmes de Miquel (des cinq cercles, du pivot…)
- Théorème de Mittag-Leffler
- Théorème de modularité
- Théorème de Mohr-Mascheroni
- Théorème de Moivre-Laplace
- Théorème des moments
- Théorème du moment cinétique
- Théorème de Monge
- Théorème de monodromie
- Théorème de Montel
- Théorème de Mordell-Weil
- Théorème de Morera
- Théorème de Morley (géométrie)
- Théorème de catégoricité de Morley
- Théorème de Morley-Petersen
- Théorème de Moser
- Théorème de Motzkin
- Théorème de Moutard
- Théorème de la moyenne
- Théorème de la moyenne de Cauchy
- Théorème de connexité de Mumford
- Théorème de Müntz-Szász

## N
- Théorème de Nagel
- Théorème de Nagell-Lutz
- Théorème de Nagumo
- Théorème de Nakamura
- Théorème de Napoléon
- Théorème de Nash
- Théorème de plongement de Nash
- Théorème de Nash-Moser
- Théorème de Nernst
- Théorème de Neuberg
- Théorèmes de von Neumann
- Théorème de Newton
- Théorème du nid d'abeille
- Théorème de Nielsen-Schreier
- Théorème de Niemytzki-Tychonoff
- Théorèmes de Noether
- Loi forte des grands nombres
- Loi faible des grands nombres, ou théorème de Khintchine
- Théorème des nombres pentagonaux
- Théorème des nombres premiers, ou théorème de Hadamard-de la Vallée Poussin
- Théorème de Norton
- Théorème de la feuille compacte de Novikov
- Théorème d'échantillonnage de Nyquist-Shannon

## O
- Théorème optimisation/séparation
- Théorème d'Orlicz-Pettis
- Théorème d'Osgood
- Théorème d'Ostrowski

## P
- Théorème de Painlevé-Morel
- Théorème de Paley-Wiener
- Théorème du papillon
- Théorème de Pappus
- Théorème de Parthasarathy
- Théorème de Pascal
- Théorème du passage à la douane
- Théorème des trois perpendiculaires
- Théorème de Perron-Frobenius
- Théorème de Peter-Weyl
- Théorème de Petersen
- Théorèmes de Picard
- Théorème des approximations successives de Picard
- Théorème de Pick
- Théorème de Pierpont
- Théorème de Pitot
- Théorème de la pizza
- Théorème de Plancherel
- Théorème de Pohlke
- Conjecture de Poincaré, démontrée par Perelman
- Théorèmes de Poincaré
- Théorème de Poincaré-Bendixson
- Théorème de Poincaré-Birkhoff
- Théorème de Poincaré-Birkhoff-Witt
- Théorème de Poincaré-Hopf
- Théorèmes de point fixe
- Théorème des cinq points
- Théorème des neuf points
- Théorème de Poisson
- Théorèmes de Pólya
- Théorème de Poncelet
- Grand théorème de Poncelet
- Théorème de Poncelet-Steiner
- Théorème de dualité de Pontryagin
- Théorème de la porte
- Théorème porte-manteau
- Théorème de Post
- Théorème de Poynting
- Théorème de Prigogine
- Théorème de projection
- Théorème de Proth
- Théorème de Ptolémée
- Théorème de Puiseux
- Théorème de Pythagore

## Q
- Théorème japonais pour les quadrilatères inscriptibles
- Théorème de la quantité de mouvement
- Théorème de Quillen-Suslin
- Théorème des quinze

## R
- Théorème de Rademacher
- Théorèmes de Rado
- Théorème de Radon
- Théorème de Radon (géométrie)
- Théorème de Radon-Nikodym-Lebesgue
- Théorème de Rajchman
- Théorème de Ramon
- Théorème de Ramsey
- Théorème du rang
- Théorème du rang constant
- Théorème de la raréfaction des nombres premiers
- Théorème de réciprocité de Lorentz
- Loi de réciprocité quadratique
- Théorème du redressement
- Théorème de Reeh-Schlieder (en)
- Théorème de relèvement
- Théorème de Rellich-Kondrasov
- Théorème des résidus
- Théorème des restes chinois, ou théorème chinois
- Théorème de restriction cristallographique
- Théorème de De Rham
- Théorème de Rice
- Théorème de Richardson
- Théorèmes de Riemann
- Théorème de Riemann-Lebesgue
- Théorème de Riemann-Roch
- Théorèmes de Riesz
- Théorème de Riesz-Fischer
- Théorème de Riesz-Thorin
- Théorème de Robbins
- Théorème de Robertson-Seymour
- Théorème de Rolle
- Théorème du rotationnel
- Théorème de Rouché
- Théorème de Rouché-Fontené
- Théorème de Routh
- Théorème de Runge
- Théorème de Rybczynski
- Théorème du point fixe de Ryll-Nardzewski

## S
- Théorème de Salmon
- Théorème du sandwich
- Théorème du sandwich au jambon
- Théorème de Sard
- Théorème du point fixe de Schauder
- Théorème des schèmes
- Théorème de Schmidt
- Théorème de Schnirelmann
- Théorème de Schoenflies
- Théorème de raffinement de Schreier
- Théorème de Schur
- Théorème de Schur-Horn
- Théorème de Schur-Zassenhaus
- Théorème de factorisation de Schützenberger
- Théorème des noyaux de Schwartz (en)
- Théorème de Schwarz
- Théorème de sélection approchée
- Théorèmes de séparation
- Théorèmes de séparation des racines
- Théorème de dualité de Serre
- Théorème de Shannon-Hartley
- Théorème de Shirshov-Witt (en)
- Théorème de Shoute
- Théorème de Siegel-Mahler
- Théorème du singe savant
- Théorème de Simson
- Théorème de représentation de Skorokhod
- Théorème de Śleszyński-Pringsheim
- Théorème de Slutsky
- Théorème de Soddy
- Théorème des quatre sommets
- Théorème spectral
- Théorème de Sperner
- Paradoxe de la sphère
- Théorème de Sprague-Grundy
- Théorème de Stampacchia
- Théorème de Stark-Heegner
- Théorème de von Staudt-Clausen
- Théorème de Stein
- Théorèmes de Steiner
- Théorème de Steiner-Lehmus
- Théorème de Steinhaus
- Théorèmes de Steinitz
- Théorème de Stewart
- Théorème de Stickelberger
- Théorème de Stieltjes
- Théorème de Stieltjes-Vitali-Montel
- Théorème de Stokes
- Théorème d'unicité de Stokes
- Théorème de Stolz-Cesàro
- Théorèmes de Stone
- Théorème de Stone-Weierstrass
- Théorème de structure des groupes abéliens de type fini
- Théorème de Sturm
- Théorème de submersion
- Théorème de substitution
- Théorème des suites adjacentes
- Théorème de Sunyer i Balaguer
- Théorème du supplémentaire orthogonal
- Théorèmes de Sylow
- Théorèmes de Sylvester
- Théorème de Synge
- Théorème de Szemerédi
- Théorème de Szemerédi-Trotter

## T
- Théorème de Tabov
- Théorème d'existence de Takagi
- Théorème de Tarski
- Théorème de Tauber
- Théorème de Taylor-Lagrange-Young
- Théorème de Taylor-Proudman
- Théorème de Tchebychev
- Théorème de Tellegen
- Théorème de Terquem
- Théorème de Thābit ibn Qurra
- Théorème de Thalès
- Théorème de Thalès (cercle)
- Théorème de Thébault
- Théorème de Thévenin
- Théorème d'isomorphisme de Thom
- Théorème de transversalité (en) de Thom
- Théorème de Thue
- Théorème de Thue-Siegel-Roth
- Conjecture de Thurston, démontrée par Perelman
- Théorème de prolongement de Tietze-Urysohn
- Théorème de Tijdeman
- Théorème du toit
- Théorème de Torelli
- Théorème de Torricelli, ou de Schruttka
- Théorème de Toyama
- Théorème de trace
- Théorème de transfert
- Théorème du trapèze
- Théorème des travaux virtuels
- Théorème du triangle des forces
- Théorème de Tsuji
- Théorème de Turán
- Théorème de Tverberg
- Théorème de Tychonov

## U
- Théorèmes d'unicité

## V
- Théorème des valeurs intermédiaires
- Théorème de van Aubel
- Théorème de van Cittert-Zernike (en)
- Théorème de van der Waerden
- Théorème de van Kampen
- Théorèmes de Varignon
- Théorème de Vaschy-Buckingham, dit « théorème Pi »
- Théorème de Vaught
- Théorème de Viète
- Théorème de Vinograd
- Théorème de Vinogradov
- Théorème du viriel
- Théorème de Viro-Sturmfels
- Théorème de recouvrement de Vitali
- Théorème de convergence de Vitali (analyse complexe) (de)
- Théorème de Lebesgue-Vitali
- Théorème de Vitali-Hahn-Saks (en)
- Théorème de Viviani
- Théorème de Vizing
- Théorème de Voronoï (en)

## W
- Théorème de Wallace-Bolyai-Gerwien
- Théorème de Wantzel
- Théorème de Wedderburn
- Théorèmes de Weierstrass
- Théorème de Weierstrass-Casorati
- Conjectures de Weil, démonstration achevée par Deligne
- Théorème de Weinstein
- Théorème de Whitehead
- Théorème de Wielandt
- Théorème de plongement de Whitney
- Théorème de Wick
- Théorème taubérien de Wiener
- Théorème de Wiener–Khintchine
- Théorème de Wigner
- Théorème de Wigner-Eckart
- Théorème de Wilson
- Théorème de Witt
- Théorème de Wittenbauer
- Théorème de Wolstenholme
- Théorème du Wronskien
- Théorème de Wulff

## X
- Théorème de Xian Tu

## Z
- Théorème principal de Zariski (en)
- Théorème de von Zeipel
- Théorème de Zermelo